# Cuiry-lès-Chaudardes
Cuiry-lès-Chaudardes ist eine französische Gemeinde im Département Aisne in der Région Picardie. Sie gehört zum Arrondissement Laon, zum Kanton Villeneuve-sur-Aisne und zum Gemeindeverband Chemin des Dames. In der Gemeinde leben 80 Einwohner (Stand 1. Januar 2022) auf einer Fläche von 5,15 Quadratkilometern.

## Geografie
Die Gemeinde Cuiry-lès-Chaudardes liegt am Fluss Aisne, etwa 25 Kilometer nordwestlich von Reims und 37 Kilometer östlich von Soissons. Im Norden reicht das Gemeindegebiet an den südlichen Abhang des Höhenrückens Chemin des Dames.

## Geschichte
Unweit der Gemeinde fanden während des Ersten Weltkriegs in den Jahren 1914, 1917 und 1918 drei Schlachten statt. Am 9./10. Juni 1940 überquerte die 45. Infanterie-Division der deutschen Wehrmacht während des Westfeldzuges bei Cuiry-lès-Chaudardes die Aisne.

### Bevölkerungsentwicklung
| Jahr                       | 1962 | 1968 | 1975 | 1982 | 1990 | 1999 | 2006 | 2012 | 2021 |
| -------------------------- | ---- | ---- | ---- | ---- | ---- | ---- | ---- | ---- | ---- |
| Einwohner                  | 42   | 41   | 28   | 26   | 35   | 42   | 77   | 75   | 76   |
| Quellen: Cassini und INSEE |      |      |      |      |      |      |      |      |      |

## Sehenswürdigkeiten
Die zwischen dem 12. und 14. Jahrhundert errichtete Kirche Saint-Gervais et Saint-Protais wurde im Jahr 1922 als Monument historique (historisches Denkmal) eingestuft.

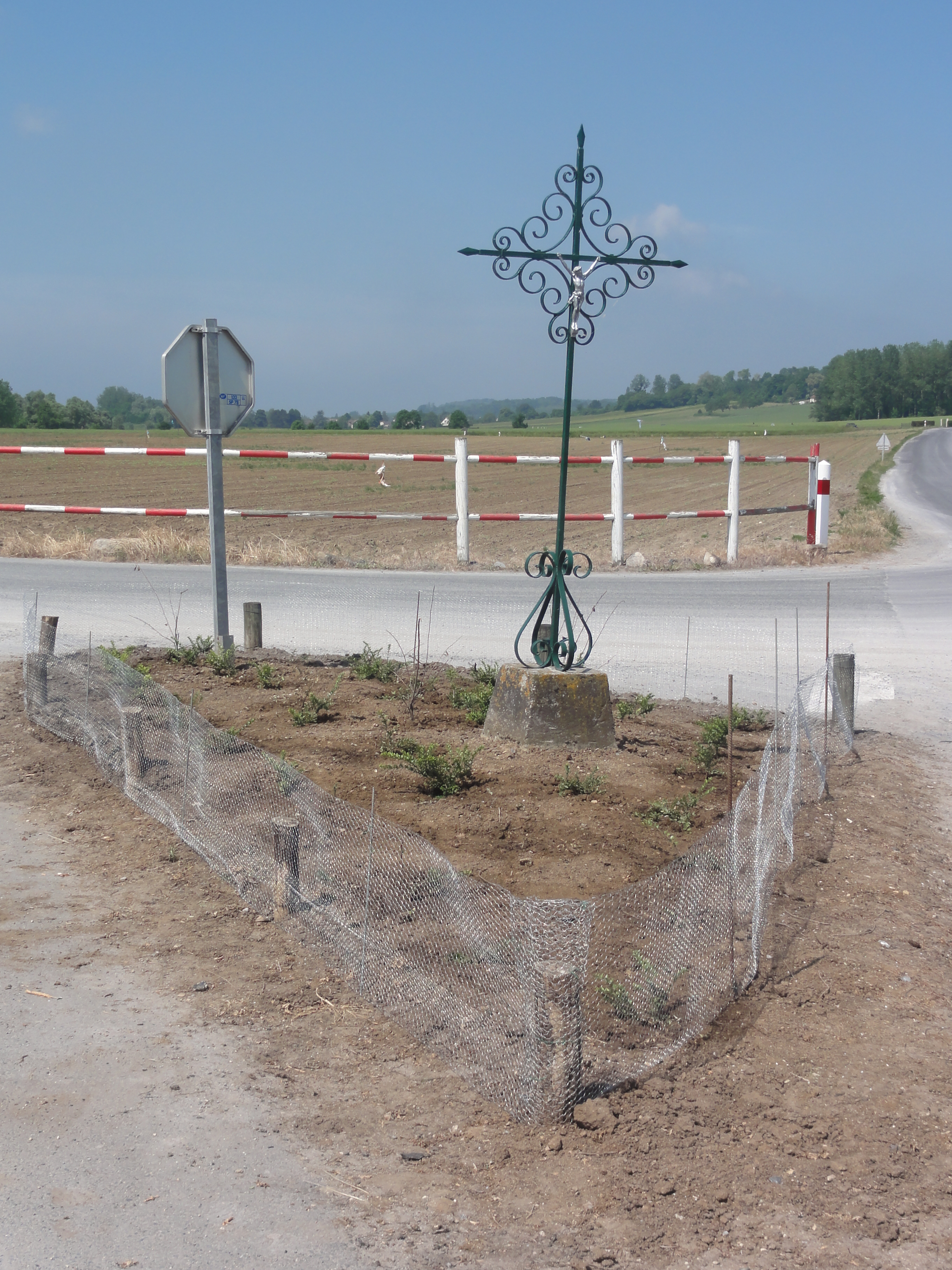
Wegkreuz
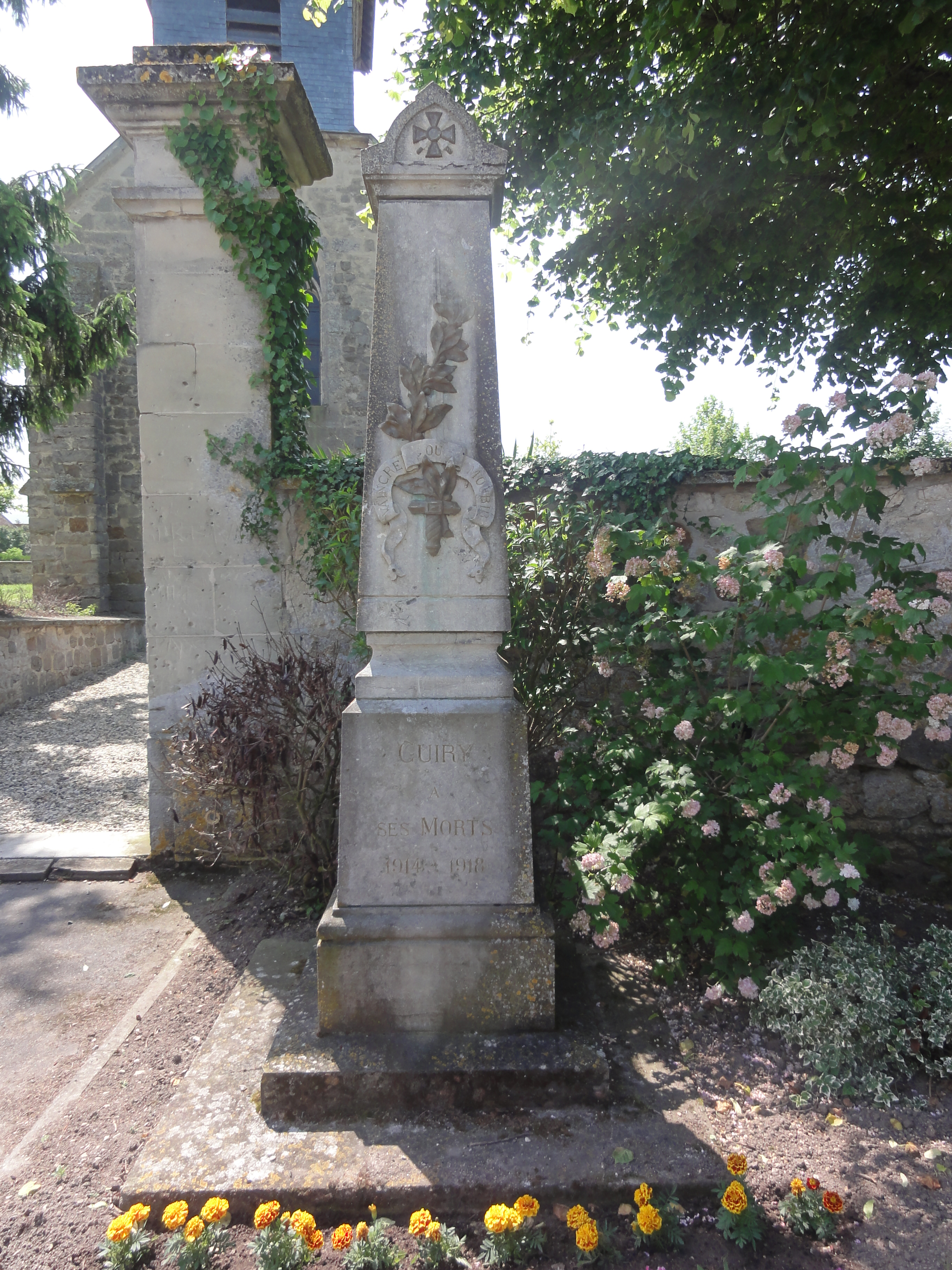
Gefallenendenkmal